# Euschistospiza cinereovinacea
Euschistospiza cinereovinacea là một loài chim trong họ Estrildidae.